# Rionero in Vulture
Rionero in Vulture is een gemeente in de Italiaanse provincie Potenza (regio Basilicata) en telt 13.413 inwoners (31-12-2004). De oppervlakte bedraagt 53,2 km2, de bevolkingsdichtheid is 253 inwoners per km2.

## Demografie
Rionero in Vulture telt ongeveer 4909 huishoudens. Het aantal inwoners steeg in de periode 1991-2001 met 1,8% volgens cijfers uit de tienjaarlijkse volkstellingen van ISTAT.
| Jaar | Inwoneraantal |
| ---- | ------------- |
| 1991 | 13.201        |
| 2001 | 13.441        |

## Geografie
De gemeente ligt op ongeveer 643 m boven zeeniveau.
Rionero in Vulture grenst aan de volgende gemeenten: Aquilonia (AV), Atella, Barile, Calitri (AV), Melfi, Rapolla, Ripacandida, Ruvo del Monte.